# アカリタイトル1
『アカリタイトル1』（アカリタイトルワン）は、2014年のLITTLEのアルバム。発売元は徳間ジャパンコミュニケーションズ。

## 概要
- 2008年の『"Yes"rhyme-dentity』以来約6年ぶりのアルバム。
- タイトルの由来は、「不幸感もスター感も背負っていない自分のような人の力になったり、心を揺さぶる灯りになるよう」という意味と、「a.k.a LITTLE」のアナグラムに必要な i をさらに 1 として加え、ナンバリングとしたもの[1]。特設サイトでは「“a.k.a. LITTLE”に愛（i）をひとつ加えて、akali title＝アカリタイトル」とも表現されている[2]。
- ジャケットイラストはKICK THE CAN CREWやGAKU-MCのCDジャケットなどを手がけたKIO、アートワークはTypoGrahphics（Optimystik）が担当[3]。
- フィーチャリングゲストとして、Vo.に浜崎貴司（FLYING KIDS）とラッパーSHUN、トラックメーカーにTAICHI MASTER、DJ ISO（アスタラビスタ／MELLOW YELLOW）、Shingo.S、Hyrakane303、ヨースケ@HOME、Tha Under Stars（副島ショーゴ、今泉タカシ）が参加。
- 2曲目の「FUNKY ウーロンハイ」は、SUPER BUTTER DOGの2000年の楽曲「FUNKYウーロン茶」のカバー。
- ボーナストラックの「D.R.E.A.M」は、LITTLEと計30人以上のラッパー、シンガー、クリエイターが集結した約11分弱の楽曲の完全版。

## 収録曲
1. all need is MUSIC
Words : LITTLE　Music : LITTLE, TAICHI MASTER　Produced by TAICHI MASTER
2. FUNKY ウーロンハイ
Words : 池田貴史, 永積タカシ, LITTLE　Music : 池田貴史, LITTLE, TAICHI MASTER　Produced by TAICHI MASTER
SUPER BUTTER DOGの「FUNKYウーロン茶」のカバー。MVも制作された。
3. おれたちの進化論
Words : LITTLE　Music : LITTLE, Hyrakane303　Produced by Hyrakane303
4. おれたちのイマジン feat. 浜崎貴司
Words : LITTLE, 浜崎貴司　Music : LITTLE, ヨースケ@HOME, 浜崎貴司　Produced by ヨースケ@HOME
鹿島建設のCMとジョン・レノンの「イマジン」をインスピレーションに制作された[1]。
5. いったいぜんたい
Words : LITTLE　Music : LITTLE, DJ ISO　Produced by DJ ISO
6. Don't worry Be happy Go lucky
Words : LITTLE　Music : LITTLE, Hyrakane303　Produced by Hyrakane303
7. and you...
Words : LITTLE　Music : LITTLE, Tha Under Stars (副島ショーゴ & 今泉タカシ)　Produced by Tha Under Stars (副島ショーゴ & 今泉タカシ)
MVも制作された。
8. ゲリラ豪雨 feat. SHUN
Words : LITTLE, SHUN　Music : LITTLE, Tha Under Stars (副島ショーゴ & 今泉タカシ)　Produced by Tha Under Stars (副島ショーゴ & 今泉タカシ)
9. 愛はある
Words : LITTLE　Music : LITTLE, Shingo.S　Produced by Shingo.S
アルバムのリードトラック。MVも制作された。
4年前の「ROCK IN JAPAN FES. 2010」でも既に披露されているが、サビ以外の詞は全て書き直されている[2]。
10. D.R.E.A.M［Bonus Track］
LITTLE, CUEZERO, CHANNEL, WADA, TSUBOI, 万寿, NONKEY, ポチョムキン, KEN-1-RAW, チェック中村, ピンク太郎, FORK, 玉露, KIT, アスタラビスタ, SMALLEST, BOLT, ケンシロウ, 回鍋肉, COPPU, Heartbeat, 8bit, 川上次郎, DARTHREIDER, 真田人, SHOGO, CO-KEY, ULTRA NANIWATIC MC'S, TAICHI MASTER, TOMOHIKO a.k.a HEAVYLOOPER, WALLIE JAPAN, Tetsuya Sugimoto
LITTLEと計30人以上のラッパー、シンガー、クリエイターが集結した約11分弱の楽曲の完全版。
詞は歌詞カードには無記載だが、風営法に対して、クラブへの思いを繋ぐ内容となっている[2]。